# 송하랑
송하랑(1986년 5월 24일 ~)은 대한민국의 성우이다. 2016년에 KBS 공채 41기 성우로 입사하였다. 한국방송 성우극회 소속.

## 주요 출연작품

### 라디오

#### KBS
생방송 주말 저녁입니다 (KBS 1라디오)
- 2017.09.09 ~ 2017.12.31 <생방송 주말 저녁 송하랑입니다> 진행

소설극장 (KBS 3라디오)
- 2016.05.20 ~ 2016.06.27 강태식 <굿바이 동물원>
- 2017.03.13 ~ 2017.05.09 기욤 뮈소 <구해줘> (그레이스 코스텔로)
- 2017.06.12 ~ 2017.09.01 노희경 <거짓말> - 영희
- 2017.09.02 ~ 2017.10.25 정아은 <잠실동 사람들> - 파견 도우미
- 2017.10.26 ~ 2017.11.24 윤병룡 <에스코트 주식회사> - 남정희

KBS 무대 (KBS 한민족방송)
- 2016.03.12 <곡예사의 첫사랑> (여자1)
- 2016.04.30 <아르바론 몬살리나> (손님)
- 2016.05.07 <위대한 이혼식) (여자1)
- 2016.05.21 <바담 풍, 바람 퐁> (안내방송)
- 2016.06.11 <무능경찰 김반장> (간병인)
- 2016.06.25 <뉴스를 들려드립니다> (아줌마1)
- 2016.07.23 <날아라 변태> (아이1)
- 2016.08.06 <비밀스런 그녀> (원장)
- 2016.08.13 <알파준> (엄마2)
- 2016.08.27 <인공지능 KRIX> (로봇2)
- 2016.09.17 <나비> (행랑어멈)
- 2016.10.08 <부산에 가면 콩고 고릴라를 만날 수 있나요?> (김선생)
- 2016.10.29 <아싸라비아, 천억만> (여자2)
- 2016.12.17 <내게 비트를 들려줘> (주민2)
- 2016.12.24 <나의 오리지날 짝퉁> (팬1)
- 2016.12.31 <2라운드,BOX!> (입원환자1)
- 2017.01.07 <천국의 주파수> (은애/순심)
- 2017.01.14 <연가> (아낙1)
- 2017.01.28 <꺼지지 않는 tv> (민우)
- 2017.02.18 <마스커레이드> (손영은)
- 2017.02.25 <탈퇴하시겠습니까?> (학생4)
- 2017.03.11 <카페W> (행인1)
- 2017.04.22 <화성행 편도 티켓> - 유소은
- 2017.05.13 <달려라, 아빠!> - 강산모
- 2017.06.03 <꽁초는 알고 있다> - 연수
- 2017.06.10 <앓던 이 빠지던 날> - 은주
- 2017.07.01 <비너스 전파사> - 할머니
- 2017.07.29 <작가님, 휴재는 안됩니다> - 여자
- 2017.08.12~08.19 <조율> - 한인 친구 2
- 2017.09.01 <단내살이> - 여직원 1

라디오 문학관 (KBS 한민족방송)
- 2016.03.06 장마리 作 <가족의 증명> (손님2)
- 2016.04.03 박황 作 <해우> (김춘희)
- 2016.04.10 성은영 作 <귀향의 끝> (노파)
- 2016.04.17 김덕희 作 <낫이 짖을 때> (아낙)
- 2016.04.24 천명관 作 <퇴근> (간호사)
- 2016.05.15 이효석 作 <풀잎> (여기자)
- 2016.05.22 김금희 作 <너무 한낮의 연애> (여자관객1)
- 2016.05.29 조용준 作 <선릉 산책> (성우)
- 2016.06.05 김경욱 作 <천국의 문> (간호사2)
- 2016.06.12 이갑수 作 <T.O.P> (성우(女)/아낙1)
- 2016.06.19 백수린 作 <중국인 할머니> (문상객1)
- 2016.06.26 윤고은 作 <된장이 된> (성우2)
- 2016.07.18 손보미 作 <여자들의 세상> (성우(女))
- 2016.07.23 조동신 作 <등패> (아낙2)
- 2016.07.31 김주동 作 <조합인간> (팬클럽2)
- 2016.08.14 도진기 作 <악마의 증명> (기자)
- 2016.08.21 박하익 作 <마지막 장난> (여대생)
- 2016.08.28 송시우 作 <좋은 친구> (조간호사)
- 2016.09.11 김호경 作 <남자의 아버지> (동네여자)
- 2016.09.18 장강명 作 <대외활동의 신> (팀원2)
- 2016.09.25 정지아 作 <목욕 가는 날> (어린 나)
- 2016.10.02 이영훈 作 <상자> (초동)
- 2016.10.09 김영하 作 <너를 사랑하고도> (카운터)
- 2016.10.16 최은미 作 <눈으로 만든 사람> (어린 중식/소아과 의사)
- 2016.11.06 이청해 作 <신용보증기금에서 온 사내> (여자2)
- 2016.11.13 문경민 作 <곰씨의 동굴> (급식 아줌마)
- 2016.11.20 고은규 作 <오빠의 알레르기> (J)
- 2016.11.27 조수경 作 <내 사람이야> (라디오작가2/아이)
- 2016.12.04 백수린 作 <고요한 사건> (아낙)
- 2016.12.11 김혜진 作 <아웃포커스> (손님)
- 2016.12.18 김숨 作 <선량한 어머니의 아들들은 어떻게 자라나> (소년)
- 2016.12.25 최민우 作 <머리 검은 토끼> (남자애)
- 2017.01.01 김금희 作 <체스의 모든 것> (학생2)
- 2017.01.15 김민주 作 <너의 목소리> (친구3/아이)
- 2017.01.22 이기호 作 <최미진은 어디로> (첫째)
- 2017.01.29 이서진 作 <아내의 정원수> (학생1)
- 2017.02.05 권제훈 作 <박스> (안소현)
- 2017.03.05 윤고은 作 <부루마불에 평양이 있다면> (안내1)
- 2017.03.12 이지명 作 <금덩이 이야기> (맏딸)
- 2017.04.02 김종광 <학생댁 유씨씨> - 네티즌 2
- 2017.04.09 김경희 <코 없는 남자 이야기> - 여자
- 2017.04.16 안지용 <결혼 자격 시험> - 감독관 2
- 2017.04.30 홍지화 <왕년의 한 스타의 죽음> - 이웃
- 2017.05.21 구효서 <풍경소리> - 영차
- 2017.06.04 윤성희 <스위치> - 엄마
- 2017.06.11 김종일 <당신이 죽어야 하는 7가지 이유> - 당신 아내
- 2017.07.09 장우석 <대결> - 당신 아내
- 2017.07.16 김재성 <골유화> - 백정상 아내
- 2017.07.30 윤자영 <피 그리고 복수> - 윤명신
- 2017.08.27 이월성 <엘리베이터에 갇힌 사람들> - 여선생

라디오 극장 (KBS 한민족방송)
- 2016.03.01 ~ 2016.03.31 김려령 作 <가시고백> (아줌마1)
- 2016.06.01 ~ 2016.06.30 홍부용 作 <아빠를 빌려 드립니다> (금소연/아이)
- 2016.08.01 ~ 2016.08.31 김종일 作 <몸 - 에피소드 7 : 귀 / 에피소드 8 : 손>
- 2016.09.01 ~ 2016.09.30 이예린 作 <열정같은 소리 하고 있네>
- 2016.10.01 ~ 2016.10.31 김호연 作 <망원동 브라더스> (연숙 딸)
- 2016.11.01 ~ 2016.11.30 이유선 作 <오버 더 힐파티> (서현)
- 2016.12.01 ~ 2016.12.31 김범 作 <공부해서 너 가져> (우현 母/여자선배)
- 2017.01.01 ~ 2017.01.31 손선영 作 <이웃집 두 남자가 수상하다> (장하나/여자)
- 2017.02.01 ~ 2017.02.28 정규웅 作 <붉은 꽃, 나혜석>
- 2017.03.01 ~ 2017.03.31 정길연 作 <달리는 남자 걷는 여자> (안나)
- 2017.04.01 ~ 2017.04.31 조두진 作 <결혼면허> (선희)
- 2017.05.01 ~ 2017.05.31 황현정 <달빛 연인> - 단역
- 2017.06.01 ~ 2017.06.30 구상희 <마녀식당으로 어서오세요> - 단역
- 2017.07.01 ~ 2017.07.31 박연선 <여름 어디선가 시체가> - 단역
- 2017.09.01 ~ 2017.09.30 유영민 <헬로 바바리맨> - 단역

다큐멘터리 역사를 찾아서 (KBS 라디오)
- 2016.03.27 <제596편 모든 신하를 적으로 돌리다> (여자)
- 2016.05.15 <제603편 일인지배의 절대왕권을 구축하다> (여자2)
- 2016.07.03 <제610편 기생 장녹수, 후궁이 되다> (여자2)
- 2016.07.17 <제612편 흥청 ? 운평 ? 광희 - 연산군의 여인들> (여자3)
- 2017.01.08 <제637편「주초위왕(走肖爲王)」은 사실일까> (홍씨)
- 2017.02.26 <제644편 경빈 박 씨와 「작서의 변」> (김씨)

와이파이 초한지 (KBS 라디오)
- 2016.05.11 <3화> (여자2)
- 2016.05.13 <5화> (미인2)
- 2016.05.20 <10화> (여자2)
- 2016.05.31 <17화> (미녀1)
- 2016.06.13 <26화> (여자1)
- 2016.07.08 <45화> (여자1)

## 같이 보기
- 한국방송 성우극회